# TOMOS
TOMOS je slovenska tvornica sa sjedištem u Kopru.
Ime je kratica od Tovarna motornih koles Sežana (tvornica motorkotača Sežana) jer je prema planu trebala biti izgrađena u Sežani.

## Povijest
Utemeljena je 1954. Poznati je proizvođač mopeda, malih motorkotača i vanbrodskih motora.
Oko 1970. napravljen je motorkotač razreda 750, model Tomos Norton TN 750 Fastback. 
Modeli su u početku sličili motorima i vozilima austrijskog Pucha, kasnije su imali brojne motore izrađene vlastitim naporima, i ostalo za športske namjene. 

## Modeli TOMOS-a
- Colibri VS/50K/50S
- Tomos Puch 250 SG/SGA/GS/SGSA
- Tomos Puch RL 125 Galeb
- Tomos Puch SR/SRA 150 Galeb
- Colibri 01/02/03/04
- Colibri Scooter
- Colibri T12
- Colibri T13
- Colibri T11
- Colibri T03
- Tomos Automatic T/TT
- Colibri 14V
- Tomos Norton TN 750 Fastback
- Automatic N/NT
- Colibri 14VN
- Colibri 15 Touring
- Colibri 15 Sport
- Colibri A-OS
- Colibri A-ON
- Colibri 14TL
- Colibri 14TLS
- Colibri 15TL
- Colibri 15SLH
- Electronic 90
- Tomos APN 7
- Tomos APS 3
- Tomos Streetmate
- Tomos Streetmate R
- Tomos A35L
- Tomos A35SL
- Tomos Tori
- Tomos Tori cross
- Colibri 15SL
- Tomos Cross 50 junior
- Tomos APN 4/4H
- Tomos APN 4K/4KS
- Tomos APN 4 MS
- Tomos Automatic 1
- Tomos Automatic 3/3K
- Colibri 14TLC
- Tomos 15 Sprint
- Trokolica Tomos
- Tomos PTT 77
- Tomos Cross 50 Senior
- Tomos 14 TL
- Tomos 14 M
- Tomos 15 SL
- Tomos 15 SLC
- Tomos APN 4MS
- Tomos Automatic 3M
- Tomos BT 50/50S/50N
- Tomos APN 6
- Tomos APN 6S
- Tomos Automatic 3MS
- Tomos ATX 50C
- Tomos CTX 80ccm
- Tomos Alpino
- Tomos Automatic 3S
- Tomos Automatic 3L
- Tomos Colibri
- Tomos Automatic 3SL
- Tomos Targa LX
- Tomos Flexer

## Danas
Danas se proizvodnja ove tvornice usredotočila na proizvodnju motorkotača i mopeda, ali je i značajni dobavljač za proizvodnju motora za BMW i Ikeu, te je izdala novu liniju motorkotača koja se dijeli na dvije skupine: Offroad i Street.

## Vanjske poveznice
- Službene TOMOS-ove stranice

## Galerija
- APN 4M
- D6 GP, 1972.
- TOMOS
- 15SLC, 1983.